# 顏厥安
顏厥安(英語：Chueh-An ,Yen)，台灣學者，現為台灣大學法律系特聘教授，曾任台大法學院「人權與法理學研究中心」主任、司法改革基金會董事、台灣守護民主平台監事，其專長領域為法理學、憲政理論。
1984年，顏厥安畢業於台灣大學法律系。退伍後赴德國深造，曾在杜賓根大學修習哲學，後轉至慕尼黑大學，在阿圖爾‧考夫曼（Arthur Kaufmann）指導下研究法哲學。1992年，取得慕尼黑大學法學博士學位。

## 社會參與
顏厥安從德國回到台灣，開始參與《大學法》修正、學改會、教改會等改革運動。
2014年太陽花學運後，40多個公民團體組成全國憲改聯盟推動修憲，2015年5月第八屆立法院啟動修憲委員會。對於修憲顏厥安表示現行憲法有三個問題：第一，總統與行政院長同時為最高行政首長，職權重疊；第二，「偽裝」的內閣制制度，總統不必對國會負責，行政官員不必國會同意；第三，國會職權與代表性問題，國會制衡行政權有限，且現行選制有利於大黨。同時指出國民黨憲改欲納入不在籍投票非常不智，民進黨版本自我侷限，在內閣制與總統制之間態度不明，拖延逃避。6月15日立法院朝野協商破局，修憲宣告失敗。
2016年10月，總統蔡英文宣布將每週召開「執政決策協調會議」，顏厥安質疑是在憲法灰色地帶遊走，有踩到憲法紅線疑慮，呼籲會議過程、結論皆須刊登在總統府公報，並應制定《總統職權行使法》規範總統職權。2017年4月，執政決策協調會議停開，總統府稱已完成階段性任務，將回歸現有政策溝通機制。

2018年國立臺灣大學校長遴選事件，遴選過程中管中閔未揭露兼任台灣大哥大獨董身份，教育部認為遴選過程有重大瑕疵，拒絕發給管中閔聘書，引發爭議。顏厥安投書媒體，認為台灣過去國立大學校長由蔣經國指定，民主化後大學訴求學術自由，認為政府完全不能干涉有其脈絡，但顏厥安認為財團勢力或金權對公共體制的介入干預也需要注意，國立大學作為公共體制的一部分不可完全脫離公共責任與法律監督，呼籲教育部選派遴選委員、建立委員會運作的客觀倫理規範，以避免利益交換的爭議無法可管。
2024年4月，憲法法庭針對死刑釋憲案展開言詞辯論，顏厥安受聲請方推薦作為諮詢專家學者參與，認為死刑是殘酷不人道的刑罰且牴觸人性尊嚴，民主國家應禁止把人徹底排除於社會之外，且國家不應授予法官有宣告無以糾錯的死刑的權力，應以無期徒刑作為體系上罪刑相當原則的上限，採死刑違憲論。
2025年7月，在大罷免運動的倒數投票最後一天投書，認為民進黨總統應該積極整合國會的反對意見，否則罷免權可能會成為過當的民主防衛機制。

## 獲獎
- 2002 國科會傑出研究獎
- 2005 台灣大學學術研究傑出獎
- 2009 中央研究院法學期刊年度論文獎
- 2015 台灣大學教師社會服務優良獎

## 著作

### 專書
- 1998《法與實踐理性》，允晨文化出版
- 2004《鼠肝與蟲臂的管制：法理學與生命倫理論文集》，元照出版
- 2004《規範、論證與行動：法認識論論文集》，元照出版
- 2005《憲邦異式：憲政法理學論文集》，元照出版
- 2005《幕垂鴞翔：法理學與政治思想論文集》，元照出版
- 2008《人權清單與憲法上保障人權之相關機制的整體檢討》，顏厥安著，行政院研究發展考核委員會編，行政院研考會出版

## 外部連結
- 國立台灣大學法律學院-顏厥安 （页面存档备份，存于）
- 法源法律網-顏厥安 （页面存档备份，存于）
- 台灣法理學會理監事（页面存档备份，存于）
- 台灣法人網-財團法人紀念殷海光先生學術基金會 （页面存档备份，存于）